# Schlesinger African Air Race

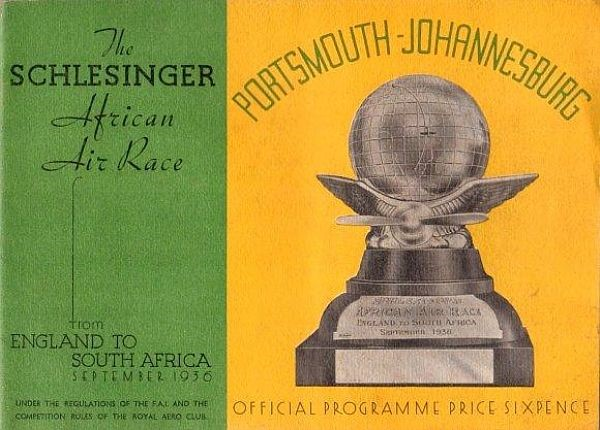
Schlesinger race programma

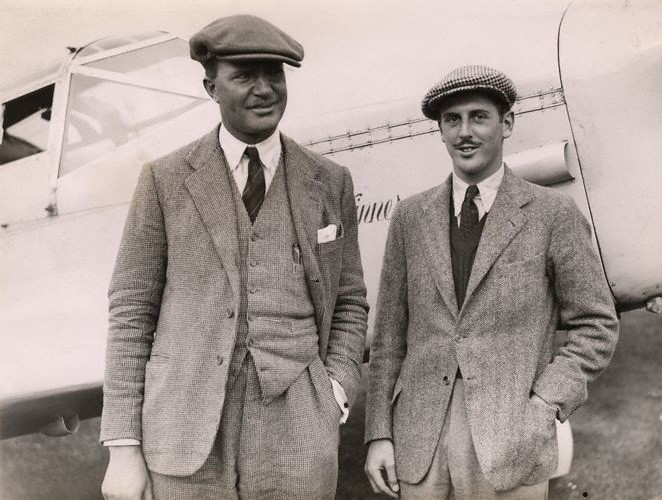
De race-winnaars Scott and Guthrie staan voor hun vliegtuig, een Percival Vega Gull.

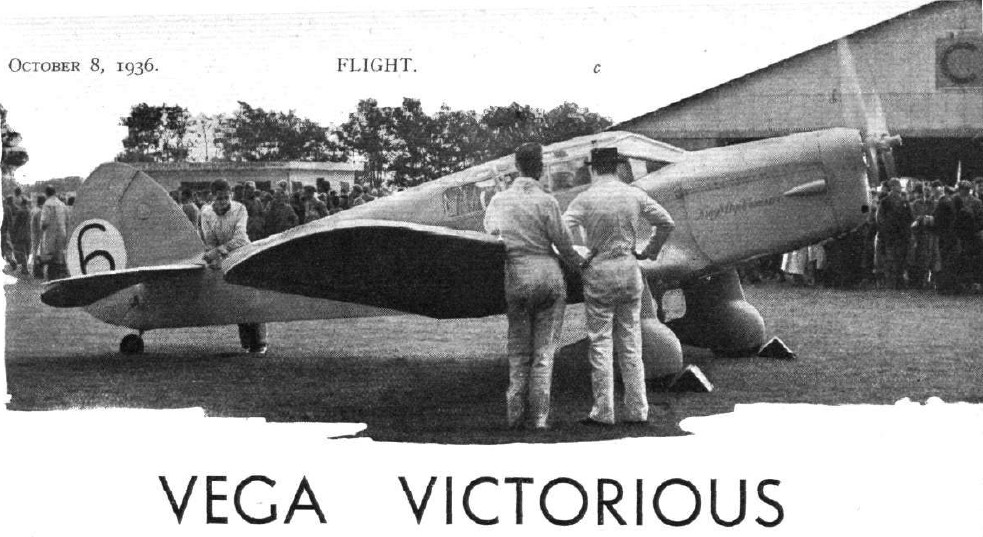
Het winnende vliegtuig, een Percival Vega Gull

De  Schlesinger African Air Race, ook bekend als de Rand Race en de  Portsmouth – Johannesburg Race was een luchtrace over 9900 kilometer van  Portsmouth naar Johannesburg die plaatsvond in september 1936. De Royal Aero Club kondigde de race aan in naam van de Zuid-Afrikaanse zakenman Isidore William Schlesinger. Het was zijn bedoeling om de tentoonstelling genaamd “Empire Exhibition, South Africa” te promoten. De prijs van totaal 10.000 Engelse pond was verdeeld over twee gedeelten: een snelheidsrace en een handicaprace, maar een deelnemer kon ze niet allebei tegelijk winnen.
De race was geheel geïnspireerd op de Melbourne race uit 1934. Maar terwijl de Melbourne race openstond voor iedereen, maakte Schlesinger de vergissing dat alleen Britse Gemenebest bemanningen en vliegtuigen mochten deelnemen. Hetgeen het aantal deelnemers drastisch reduceerde. Uiteindelijk slaagde slechts één team erin de finish in Johannesburg te bereiken. De winnaar van de Melbourne Race Charles Scott samen met Giles Guthrie wonnen de Schlesinger Race; een loze victorie.

## Verloop van de race

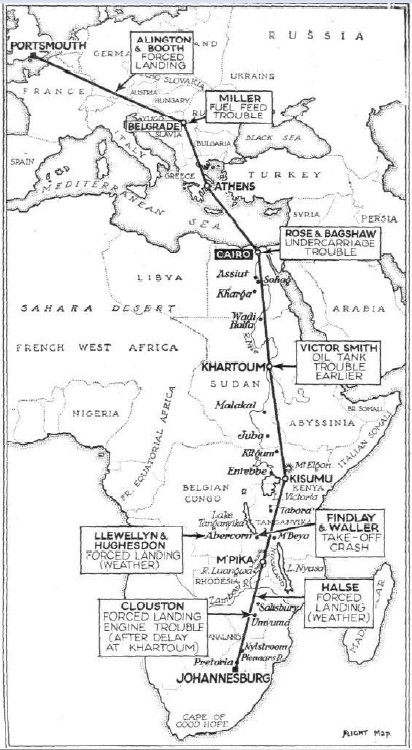
Kaart met de ontwikkelingen tijdens de race en de opgaves van de verschillende teams.Flight, 8 October 1936

Aantal aanmeldingen14 teams meldden zich voor deelname, waarvan 3 Percival Mew Gull en 4 Percival Vega Gull toestellen. De twee winnende bemanningsleden van de Melbourne Race deden dit keer allebei afzonderlijk mee: Charles Scott (samen met Guthrie) in een Vega Gull en Tom Campbell Black in een eenpersoons Mew Gull. Tragisch genoeg verloor Campbell Black tien dagen voor de start van de Schlesinger race het leven door een botsing met een ander vliegtuig tijdens het taxiën. Een andere belangrijke vliegtuigbouwer was Miles Aircraft met drie deelnemende toestellen (Hawk Major, Sparrowhawk en een tweemotorige Peregrine).
Daadwerkelijk officieel van start gegaan in Portsmouth (Verenigd Koninkrijk) op 29 september 19369 teams gingen van start.
Uiteindelijk gefinisht1 team is daadwerkelijk gefinisht: Charles Scott samen met Giles Guthrie in een Percival Vega Gull.
Aantal teams gecrasht tijdens de race2 teams gecrasht, waarvan 1 crash  met fatale afloop (2 doden en 2 zwaargewonden).
Aantal teams die opgaven door technische problemen4 teams uit de race door pech (2 x onderstel, 1 x olietank, 1 x brandstoftoevoer).
Aantal teams die opgaven wegens slecht weer2 teams uit de race vanwege het weer en slecht zicht.
Het enige team dat daadwerkelijk aankwam in Johannesburg was: 
1ste plaats team “Sir Connop Guthrie”  in 52 uur en 56 minutenEen eenmotorige Percival Vega Gull met de bemanning Charles Scott en Giles Guthrie.